# Lista de deputados estaduais da Paraíba da 18.ª legislatura
Esta é uma lista dos 36 deputados estaduais eleitos para a Assembleia Legislativa da Paraíba, da 18ª legislatura.

## Composição das bancadas
| Partido | Líder                     | Bancada | Posição      |
| ------- | ------------------------- | ------- | ------------ |
| PEN     | Ricardo Marcelo           | 8 / 36  | Independente |
| PMDB    | Raniery Paulino           | 6 / 36  | Oposição     |
| PSD     | Manoel Ludgério           | 4 / 36  | Oposição     |
| DEM     | João Henrique             | 3 / 36  | Governo      |
| PSC     | Arnaldo Monteiro          | 3 / 36  | Oposição     |
| PT      | Frei Anastácio            | 3 / 36  | Governo      |
| PSB     | Estela Bezerra            | 2 / 36  | Governo      |
| PSDB    | Dinaldinho                | 1 / 36  | Oposição     |
| PSL     | Tião Gomes                | 1 / 36  | Governo      |
| PPS     | Gilma Germano             | 1 / 36  | Governo      |
| PTdoB   | Inácio Falcão             | 1 / 36  | Governo      |
| PP      | Daniella Ribeiro          | 1 / 36  | Oposição     |
| PR      | Caio Roberto              | 1 / 36  | Governo      |
| PPL     | Paulo Rêgo (Doda de Tião) | 1 / 36  | Governo      |

## Deputados Estaduais
| Número | Nome                                          | Partido | Cidade onde nasceu | Unidade federativa |
| ------ | --------------------------------------------- | ------- | ------------------ | ------------------ |
| 51169  | Toinho do Sopão                               | PEN     | Piancó             | Paraíba            |
| 40555  | Maria Hailéa Araújo Toscano                   | PSB     | Esperança          | Paraíba            |
| 11111  | Daniella Ribeiro                              | PP      | Campina Grande     | Paraíba            |
| 20147  | Arnaldo Monteiro da Costa                     | PSC     | Esperança          | Paraíba            |
| 45444  | Antônio Mineral                               | PSDB    | Patos              | Paraíba            |
| 51888  | Ataídes Branco Mendes Pedrosa                 | PEN     | Aguiar             | Paraíba            |
| 51789  | Edmilson de Araújo Soares                     | PEN     | João Pessoa        | Paraíba            |
| 15333  | André Avelino de Paiva Gadêlha Neto           | PMDB    | Sousa              | Paraíba            |
| 51456  | Ricardo Luís Barbosa de Lima                  | PEN     | Belém              | Pará               |
| 13613  | Luciano Cartaxo                               | PT      | Sousa              | Paraíba            |
| 22222  | Caio Figueiredo Roberto                       | PR      | Campina Grande     | Paraíba            |
| 17777  | Tião Gomes                                    | PSL     | Pombal             | Paraíba            |
| 25000  | João Henrique de Souza                        | DEM     | Monteiro           | Paraíba            |
| 25111  | Lindolfo Pires Neto                           | DEM     | Sousa              | Paraíba            |
| 13333  | Frei Anastácio                                | PT      | Esperança          | Paraíba            |
| 40444  | Adriano César Galdino de Araújo               | PSB     | Campina Grande     | Paraíba            |
| 19123  | Janduhy Carneiro Sobrinho                     | PEN     | João Pessoa        | Paraíba            |
| 55789  | Eva Eliana Ramos Gouveia                      | PSD     | Sumé               | Paraíba            |
| 54369  | Doda de Tião                                  | PPL     | Campina Grande     | Paraíba            |
| 55555  | Manoel Ludgério (Licenciado)                  | PSD     | Catolé do Rocha    | Paraíba            |
| 15155  | Olenka Targino Maranhão Pedrosa               | PMDB    | João Pessoa        | Paraíba            |
| 15199  | Gervásio Agripino Maia                        | PMDB    | São Paulo          | São Paulo          |
| 55123  | Trocolli Júnior                               | PSD     | João Pessoa        | Paraíba            |
| 55345  | Wilson Leite Braga                            | PSD     | Conceição          | Paraíba            |
| 15151  | Roberto Raniery de Aquino Paulino             | PMDB    | João Pessoa        | Paraíba            |
| 15111  | Francisca Gomes de Araújo Motta               | PMDB    | Catolé do Rocha    | Paraíba            |
| 25833  | José Domiciano Cabral                         | DEM     | João Pessoa        | Paraíba            |
| 51666  | José Aldemir Meireles de Almeida              | PEN     | Cajazeiras         | Paraíba            |
| 15999  | Márcio Roberto da Silva                       | PMDB    | São Bento          | Paraíba            |
| 20111  | Antônio Vituriano de Abreu                    | PSC     | Cajazeiras         | Paraíba            |
| 20123  | Guilherme Almeida                             | PSC     | Campina Grande     | Paraíba            |
| 2322   | Gilma Vasconcelos da Silva Germano            | PPS     | Picuí              | Paraíba            |
| 55655  | João Gonçalves de Amorim Sobrinho             | PEN     | São José dos Ramos | Paraíba            |
| 13000  | Anísio Maia                                   | PT      | Alagoa Nova        | Paraíba            |
| 51222  | José Aníbal Costa Marcolino Gomes             | PEN     | João Pessoa        | Paraíba            |
| 70123  | Genival Matias de Oliveira Filho (Licenciado) | PTdoB   | João Pessoa        | Paraíba            |
| 70123  | Américo Marcone Cabral de Lira (Suplente)     | AVANTE  | Natuba             | Paraíba            |

## Por partido
| PEN - 8 | PMDB - 6 | PSD - 4 | DEM - 3 | PSC - 3 | PT - 3 | PSB - 2 | PSDB - 1 | PSL - 1 | PPS - 1 | PTdoB - 1 | PP - 1 | PR - 1 | PPL - 1 |